# Kossuth utca (XV. kerület)
A Budapest XV. kerületi Kossuth utca a Csobogós utcától a Régi Fóti útig tart. Rákospalota legrégebbi utcáinak egyike.

## Fekvése
A Szilas-patak mentén fekvő ősi Palota falu patakkal párhuzamosan futó egyik főutcája. A mai utca páratlan oldala a Csobogós utcánál kezdődik, páros oldala azonban a  Fő úttól számozódik. Az utca a Régi Fóti útba torkollik.  Az utca páratlan oldalát az Énekes utcai lakótelep II. ütemének felépítésekor lebontották, az új panelépületeket teljesen átszámozták.

## Kialakulása, története
A település ősi utcáinak egyike. Legkorábbi ábrázolása az 1775-ös Pest környékének felmérése című (eredetileg német nyelvű) térképén található, de a Kossuth utca felbukkan az első katonai felmérés 1763 és 1787 között készült szelvényén is. Az utca mai páratlan oldalának telkei kezdetben egész a Szilas-patakig húzódtak, a lakóépületek pedig az utca frontján helyezkedtek el. Később a XIX. században zajlott telekmegosztások folytán a patak felé eső telkek elérhetősége érdekében egy új közterületet nyitottak közvetlenül a patak mellett. Ez a kis utcácska - a Kossuth utca régi házainak zömével együtt - 1982-ben tűnt el, amikor megkezdték az Énekes utcai lakótelep második ütemének építését. Az utca közepén a térképek szerint egy szigetszerű telek is volt, amit az utca két oldalról körülölelt. 1979-1987 között épült fel az Énekes utcai lakótelepnek nevezett épületegyüttes, melynek I. üteme az Énekes, II. üteme a Kossuth utcában helyezkedik el. Ennek építése során bontották le az utca páratlan oldalának épületeit a múzeum, és a református templom és a katolikus kistemplom kivételével.
A megye úthálózatának 1874-es állapotát mutató térképen már szerepel az az Újpesttől Gödöllőig tartó országút, melynek rákospalotai nyomvonalának egy szakaszát a Kossuth utca adta (a Fő út és a Régi Fóti út mellett. Ez az út később a 201-es, majd 26-os számot kapta, jelenlegi vonalvezetése azonban a Kossuth utcát elkerüli).

## Elnevezése
Az utca eredeti neve Patak sor (Pataksor) volt. Az utcanévlexikon szerint a Kossuth utca elnevezés 1893-ban született. A kor szokásainak megfelelően Kossuth Lajosnak csak a vezetékneve került rögzítésre utcanévként, tehát a Kossuth Lajos utca megnevezés téves.

## Tömegközlekedés
Bár az utca nevét viseli a Fő út végén található busz- és villamosvégállomás, magán a Kossuth utcán kevesebb járat halad át: az 5-ös, 104-es, 104A 204-es, 231-es járatok útvonala vezet az utcán, míg más járatok csak érintik azt.

## Jelentős épületek
Az utca páratlan oldalán, kb. a Kismező utcával szemben állt a tűzoltótorony, melyet az I. világháború időszakában bontottak le. A torony tövében volt a község egyik ismer műintézménye, a Rongyos kocsma is.
- 1. sz.  A Rákospalota-Óvárosi Református Egyházközség temploma, az ún. tűtornyos templom. Az erdélyi hatásokat mutató templomot Csaba Rezső tervei alapján építették, és 1942-ben szentelték fel. A templom a Fő út torkolatával szemben áll, mintegy az út lezárásaként.

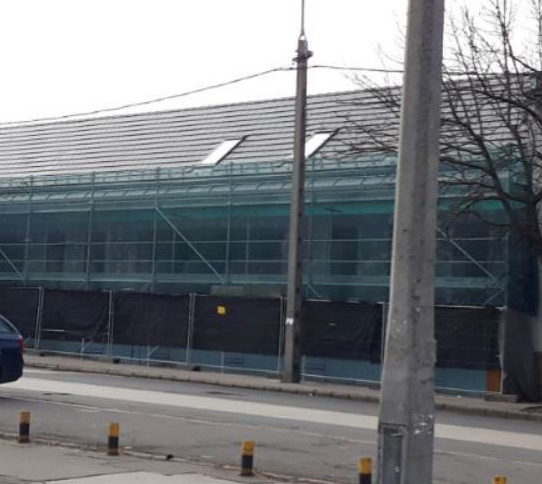
Református óvoda építés állapota 2021. 03. 20-án

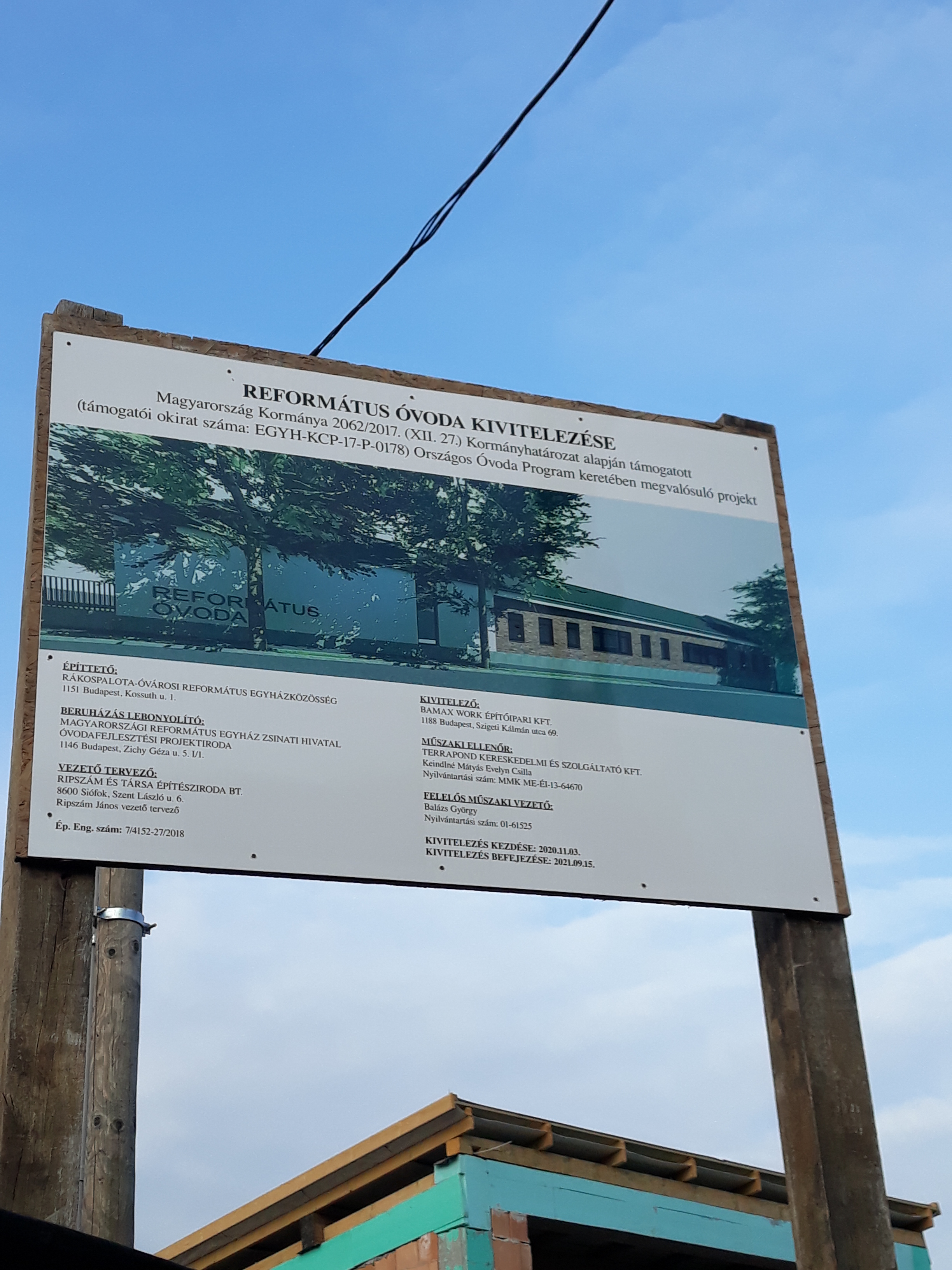
Református óvoda kivitelezése

- 10. sz. A régi templom felújítását az 1930-as években tervezték, azonban a munkálatok megkezdésekor észlelték, hogy a szakrális épület menthetetlenül rossz állapotban van, le kellett bontani.[7] A megmaradt református iskolát - melyben 1986-ig végeztek oktatási tevékenységet - végül 2016-ban bontották le. 2020. 11. 03-án a Rákospalota-Óvárosi Református Egyházközség megbízásából a Bamax Work Építőipari Kft. elkezdte kivitelezni a régi épület helyére felépíteni egy református óvodát, aminek az elkészülésének a várható ideje 2021.09.15-e lesz. Március közepei állapotok alapján már ott tart az építkezés, hogy a tetőt felhúzták.
- 39-41. sz. A Szentháromság kistemplom a település legrégebbi ma is álló templomépülete. Jelenlegi barokk stílusát 1735-ben nyerte el, tornyát 1804-ben építették[8]
- 55. sz. Volt iskolaépület, majd 1960-tól 1983-ig a Rákospalotai Múzeum épülete. Az épületet eredetileg a lakótelep építésekor le akarták bontani, a közművelődési dolgozók széles körű összefogására volt szükség, hogy megmeneküljön.[9]